# Smiths Wollfledermaus
Smiths Wollfledermaus (Kerivoula smithii) ist ein im zentralen Afrika verbreitetes Fledertier in der Gattung der Wollfledermäuse. Das Typusexemplar stammt aus dem Umfeld der nigerianischen Stadt Calabar. Der Artzusatz im wissenschaftlichen Namen ehrt den schottischen Naturforscher J. A. Smith, der zur Mitte des 19. Jahrhunderts aktiv war. Er schenkte eine kleine Sammlung von Fledermäusen an das British Museum.

## Merkmale
Diese sehr kleine Fledermaus erreicht mit Schwanz eine Länge von 79 bis 93 mm, eine Schwanzlänge von 40 bis 49 mm und ein Gewicht von 6 bis 7 g. Die Länge der Unterarme liegt bei 32 bis 36 mm, die Flügelspannweite ist 250 bis 267 mm, die Hinterfüße sind 6 bis 8 mm lang und die Ohren erreichen 11 bis 15 mm Länge. Kennzeichnend sind das fehlende Nasenblatt, der fast vollständig in die Schwanzflughaut eingebettete Schwanz und die trichterförmigen Ohren. Die Anzahl der Backenzähne pro Kieferhälfte ist sechs und in den oberen Eckzähnen befindet sich keine Rille.
Oberseits ist graubraunes bis dunkelbraunes Fell vorhanden, das durch silbrige Spitzen den Anschein von Raureif hat. Unterseits kommen graubraune oder schwarzbraune Haare mit hellbrauner Spitze vor, obwohl wenige Haare silberweiße Spitzen besitzen. Typisch für den Kopf sind dunkel- bis schwarzbraune Ohren mit einem langen Tragus, eine kurze Schnauze und winzige Augen. Auf den Unterarmen erreicht die Behaarung die Flügel. An der Kante der Schwanzflughaut befinden sich wenige weiche Haare, jedoch kein Borstensaum. Die inneren Schneidezähne im Oberkiefer weisen zwei Höcker auf, während die äußeren einen Höcker besitzen.

## Verbreitung
Smiths Wollfledermaus ist vom südöstlichen Nigeria über Kamerun, die Republik Kongo, die Demokratische Republik Kongo, möglicherweise das nordöstliche Gabun und Uganda bis Kenia verbreitet. Sie lebt in mittleren und hohen Gebirgen zwischen 900 und 2800 Meter Höhe. Die Exemplare bewohnen trockene und feuchte Wälder, Galeriewälder sowie Sümpfe.

## Lebensweise
Die Exemplare sind nachtaktiv und ruhen am Tage vermutlich in Baumhöhlen oder in verlassenen Nestern von Webervögeln sowie Nektarvögeln. Es wurden auch Individuen in Hütten registriert, doch könnten sie diese versehentlich besucht haben. Andere Wollfledermäuse ernähren sich von Gliedertieren ohne harte Schale. Trächtige Weibchen mit je einem Embryo und Weibchen, die ein Jungtier trugen, sind aus den Monaten September bis Dezember bekannt.

## Gefährdung
Trotz seltener Dokumentation wird angenommen, dass die Art in ihrem großen Verbreitungsgebiet zahlreich ist. Die IUCN listet Smiths Wollfledermaus als nicht gefährdet (least concern).